# A. Igoni Barrett
Adrian Igonibo Barrett (geboren 26. März 1979 in Port Harcourt) ist ein nigerianischer Schriftsteller.

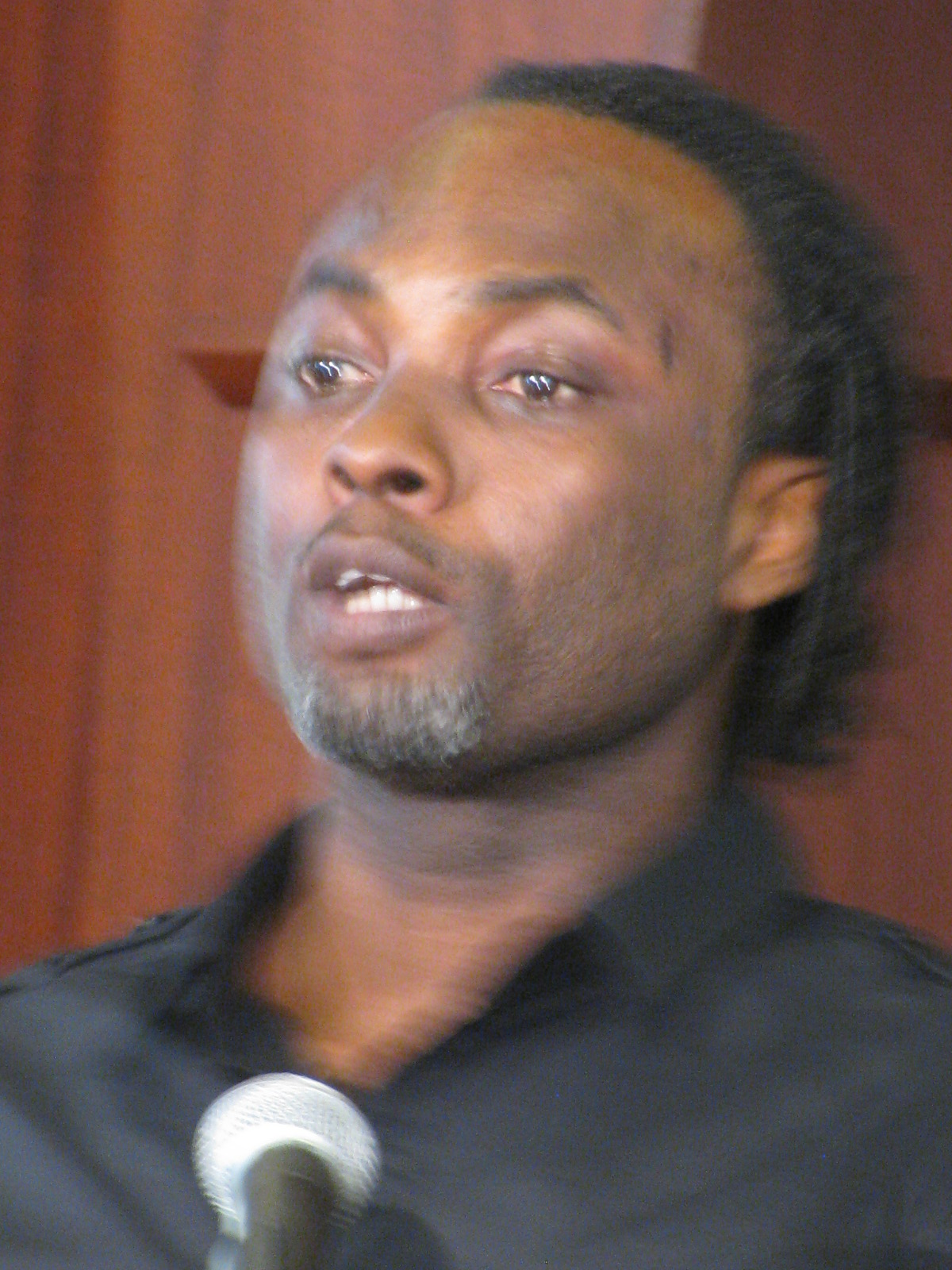
A. Igoni Barrett (2013)

## Leben
Igoni Barrett ist ein Sohn des jamaikanisch-nigerianischen Schriftstellers Lindsay Barrett (geboren 1941), der seit Ende der 1960er Jahre in Nigeria lebt. Seine Mutter ist Nigerianerin. Barrett begann ein Agrarstudium an der University of Ibadan, das er zugunsten der Schriftstellerei aufgab. Barrett veröffentlichte 2005 einen Band mit Kurzgeschichten und 2015 seinen ersten Roman, der eine kafkaeske Verwandlung thematisiert.
Er zog 2007 nach Lagos. Er heiratete die niederländische Journalistin Femke van Zeijl, die seit 2012 in Nigeria arbeitet.

## Werke (Auswahl)
- From Caves of Rotten Teeth: A Collection of Short Stories. Daylight Media Services, 2005, ISBN 978-978-019-359-1.
- Love Is Power, Or Something Like That: Stories. Minneapolis: Graywolf Press, 2013, ISBN 978-1-55597-640-8.
- Blackass. London: Chatto & Windus, 2015, ISBN 978-0-7011-8856-6.